# Сидония Саксонская
Сидония Саксонская (нем. Sidonie von Sachsen; 8 марта 1518, Майсен, курфюршество Саксония — 4 января 1575, Вайсенфельс) — принцесса из альбертинской линии Веттинов, дочь Генриха V, герцога Саксонии, и Катарины Мекленбургской. Супруга Эриха II, герцога Брауншвейг-Люнебургского (1528—1584).

## Биография
Сидония была третьей дочерью Генриха V Саксонского и Катарины Мекленбургской. 17 мая 1545 года она вышла замуж за Эриха II Брауншвейг-Люнебургского, бывшего на десять лет её моложе. Свадебная церемония состоялась в Ганн. Мюндене.
Поначалу они понравились друг другу. Эрих был обручён с Агнес Гессенской, но во время переговоров о свадьбе в Касселе, он познакомился с Сидонией. Она привлекла его внимание, и он расторг помолвку с Агнес, чтобы жениться на Сидонии. Ландграф Филипп Гессенский, отец Агнес, относительно этих событий заметил: «Чего только ни произойдёт в этом браке, после того как окончится медовый месяц».
Два года спустя после свадьбы, в 1547 году, Эрих объявил о восстановлении католицизма, несмотря на то, что с 1542 года в герцогстве исповедовали лютеранство. Сидония же оставалась верна прежней религии. Кроме того, возникли финансовые трудности, и их брак оставался бездетным, что также способствовало ухудшению её отношений с супругом.
Конфликт между ними достиг кульминации, когда она заподозрила, что муж замыслил отравить её. Некий генуэзский купец, общаясь в 1555 году с братом Сидонии, курфюрстом Августом, сообщил ему, что герцог заказывал у него яд, ссылаясь на то, что «Эрих — христианин, а его жена — лютеранка, и уж лучше пусть умрёт одна женщина, чем погибнут 20 тысяч человек». Герцог вернулся к своей прежней любовнице и с 1563 года проживал с ней в замке Каленберг. Сидонии доступ в замок был запрещён. Герцог пригрозил, что «если она придёт в его дом, то он отрежет этой потаскухе нос и выколет глаза».
С 1564 года Сидония жила фактически под домашним арестом, против чего она решительно протестовала, апеллировав к брату и императору Максимилиану II. Август отправил своих советников, безуспешно пытавшихся достичь какого-либо компромисса с Эрихом. В 1564 году герцог серьёзно заболел, предполагали, что он мог быть отравлен. Четырёх женщин, подозреваемых в колдовстве, сожгли на костре в Нойштадте-ам-Рюбенберге. В 1570 году при посредничестве императора Максимилиана, курфюрста Саксонского и герцога Юлия Брауншвейг-Вольфенбюттельского споры между супругами были урегулированы. Согласно решению Сидония должна была получить во владение замок Каленберг. Эрих, тем не менее, не придерживался исполнения условий данного соглашения.
30 марта 1572 года герцог Эрих собрал своих советников, дворян и представителей от городов Ганновера и Гамельна в замке Ландестрост в Нойштадте. Он предъявил Сидонии обвинение в колдовстве и покушении на его жизнь. В качестве доказательств он предоставил добытые под пыткой показания четырёх женщин, сожжённых на костре в 1564 году. Сидония обратилась к императору Максимилиану с просьбой о пересмотре этого дела. Она тайно покинула Каленберг и уехала в Вену. Оттуда, в октябре 1572 года, она отправилась в Дрезден к своему брату Августу и его супруге Анне.
Максимилиан постановил, что расследование должно проводиться при императорском дворе. Однако позже он передал дело герцогу Юлию Брауншвейг-Вольфенбюттельскому и Вильгельму Младшему, герцогу Брауншвейг-Люнебургскому. Слушание состоялось 17 декабря 1573 года в Хальберштадте в присутствии двора и при большом скоплении народа. Все свидетели отказались от своих показаний против Сидонии, и 1 января 1574 года она была оправдана по всем пунктам обвинения.
Вместо замка Каленберг и тех денег, что Эрих так и не выплатил ей, она, в конце концов, получила компенсацию и пожизненную пенсию. Курфюрст Август предоставил ей во владение монастырь клариссинок в Вайсенфельсе, а также доходы от него. Сидония жила там вплоть до своей смерти в 1575 году. Согласно её последней воле она была похоронена в соборе города Фрайберг в Саксонии. Посредникам, представлявшим её интересы на судебном процессе в Хальберштадте, она оставила по завещанию значительные суммы денег.